# 城关镇 (修武县)
城关镇，是中华人民共和国河南省焦作市修武县下辖的一个乡镇级行政单位。

## 行政区划
城关镇下辖以下地区：
南关社区、新兴街社区、车站社区、城南社区、老城社区、东门村、东关村、刘庄村、秦厂村、侯庄村、北门村、北关村、王庄村、顺城关村、新街村、赵厂村、南门村、刘桥村、西门村、西关村、王官庄村、尚楼村、河北辛庄村、杨厂村、关爷庙村、江旁庄村、三里屯村、小韩村、小梁庄村、南台村、郭屯村、大韩村、大梁庄村和闫庄村。